# Napanla
Napanla est un village du Cameroun situé dans le département de la Bénoué et la région du Nord. Il fait partie de la commune de Lagdo. Napanla est séparé en trois entités (Napanla I, Napanla II et Napanla III) dans le recensement de 2005. Napanla est l’un des trois villages de la commune de Lagdo qui ont été visités par le président Paul Biya après les inondations de septembre 2012.
Coordonnées: longitude 13.63° est, latitude 9.08° nord
Altitude: 194 m

## Population
Le nombre d’habitants était de 751 d’après le recensement de 2005. D’après le Plan Communal de Développement de Lagdo daté de 2015, le nombre d’habitants de Napanla était de 1000.